# هاوی ریچموند
هاوی ریچموند (انگلیسی: Howie Richmond؛ ۱۸ ژانویهٔ ۱۹۱۸ – ۲۰ مهٔ ۲۰۱۲) موسیقی‌دان و از ناشران موسیقی اهل ایالات متحده آمریکا بود.
او یکی از بزرگ‌ترین سازمان‌های انتشار موسیقی مستقل در جهان را تأسیس کرد و در ساخت و ترویج بسیاری از موسیقی‌های پاپ، فولکلور و راک از دهه ۱۹۴۰ دست داشته‌است.

## زندگی‌نامه
ریچموند در کویینز، نیویورک به دنیا آمد. او از سال ۱۹۳۱ تا ۱۹۳۵ در مدرسه Loomis Chaffee تحصیل کرد و در ۱۹۳۵ فارغ‌التحصیل شد و از آن پس در دانشگاه پنسیلوانیا تحصیل کرد. او در سال ۱۹۳۵ فعالیت خود در زمینه تجارت موسیقی را شروع کرد و خیلی زود دفتر مطبوعاتی خود را در نیویورک با تبلیغ برای مشتریانی چون گلن میلر، فرانک سیناترا، داینا شور، خواهران آندرو، و وودی هرمن تأسیس کرد. وی در طول جنگ جهانی دوم، قبل از کمک به بادی رابینز برای تأسیس دفتر هنرمندان رابینز، (بعداً به عنوان دفتر هنرمندان آمریکایی)، در تفنگداران هوایی ارتش ایالات متحده آمریکا خدمت کرد. در سال ۱۹۴۹، ریچموند با کمک آل براکمن و ایب اولمن اولین حرفه نشر موسیقی خود را راه‌اندازی کرد.
ریچموند در ۲۰ مه ۲۰۱۲ در خانه‌اش در رانچو مایراج، کالیفرنیا درگذشت.